# Christopher Markus och Stephen McFeely
Christopher Markus och Stephen McFeely är en amerikansk manusförfattarduo. De är kända för sina arbeten med Berättelsen om Narnia-filmserien och flera av filmerna som ingår i Marvel Cinematic Universe (MSU), där bland Avengers: Endgame som är en av de mest inkomstbringande filmerna genom tiderna. Under 2005 vann duon en Emmy för The Life and Death of Peter Sellers.

## Filmografi (i urval)
- 2004 – The Life and Death of Peter Sellers
- 2005 – Berättelsen om Narnia: Häxan och lejonet
- 2007 – You Kill Me
- 2008 – Berättelsen om Narnia: Prins Caspian
- 2010 – Berättelsen om Narnia: Kung Caspian och skeppet Gryningen
- 2011 – Captain America: The First Avenger
- 2013 – Pain & Gain
- 2013 – Thor: The Dark World
- 2014 – Captain America: The Winter Soldier
- 2015–2016 – Agent Carter (TV-serie)
- 2016 – Captain America: Civil War
- 2018 – Avengers: Infinity War
- 2019 – Avengers: Endgame
- 2022 – The Gray Man
- 2025 – Passagen